# لورد أوف ذا فايلز (فلم)
لورد أوف ذا فايلز فيلم بريطاني من إنتاج سنة 1963 g وهو مقتبس من رواية رواية إنجليزية بنفس الاسم نشرت 1954 للكاتب ويليام غولدنغ.

## القصة
بعد حادث مروع لتحطم طائرتهم في البحر يجد مجموعة من طلاب الشرطة العسكرية الأمريكية أنفسهم على جزيرة مهجورة وحدهم. . ولتحقيق الحد الأدنى من فرص الإنقاذ يجتمع في الأولاد الفرقة والخوف واليأس ولكن تبقى الجزيرة فرصة لهم. ولأجل المنافسة بين الأولاد ينقسمون إلى فريقين. . رالف يقود مجموعته ويدعو إلى الإبداع الحضاري والعمل الجماعي، وجاك لا يريد شيئا من ذلك ولهذا انشق عن رالف وكون فصيلا من الصيادين المتوحشين الذي يدخل في حرب مع رالف ومجموعته. .
هذا التحول في ضمير مجموعة جاك يحولهم من أطفال عاديين إلى قتلة .. ويفرز معركة بين الخير والشر .

## وصلات خارجية
- مقالات تستعمل روابط فنية بلا صلة مع ويكي بيانات